# Paramicrocranaus
Paramicrocranaus is een geslacht van hooiwagens uit de familie Manaosbiidae.
De wetenschappelijke naam Paramicrocranaus is voor het eerst geldig gepubliceerd door H. Soares in 1970. 

## Soorten
Paramicrocranaus is monotypisch en omvat slechts de volgende soort:
- Paramicrocranaus difficilis